# Seekriegsleitung
Die Seekriegsleitung (Skl) war im Ersten wie auch im Zweiten Weltkrieg eine der höchsten Kommandobehörden der deutschen Marine. Sie leitete Planung und Durchführung des Seekriegs und lenkte die Dislozierung, also die räumliche Verteilung der Seestreitkräfte.

## Kaiserliche Marine

### Geschichte
Im Ersten Weltkrieg wurde die Seekriegsleitung auf Vorschlag des vormaligen Flottenchefs und neuen Admiralstabschefs, Admiral Reinhard Scheer, erst am 27. August 1918 als Kommandoabteilung des Admiralstabs gegründet. Für die Seekriegführung zuständig waren bis dahin (abgesehen von Kaiser Wilhelm II.) der Admiralstab (bis 1916 unter erheblichem Einfluss des Reichsmarineamtes mit Großadmiral Alfred von Tirpitz an der Spitze und seinen Vorstellungen) und auch die Befehlshaber an den einzelnen Kriegsschauplätzen, also der Chef der Hochseeflotte, der Kommandierende Admiral des Marinekorps Flandern, der Oberbefehlshaber der Ostseestreitkräfte sowie die Befehlshaber der Mittelmeerdivision und des Ostasiengeschwaders.
Das daraus resultierende Kompetenzwirrwarr schwächte den Einfluss der Marine auf die Kriegführung auch gegenüber der Obersten Heeresleitung. Auf Ludendorff ging zum Beispiel die Wiederaufnahme des uneingeschränkten U-Boot-Krieges zurück, was den Eintritt der Vereinigten Staaten in den Krieg begünstigte. Nominell sollte die Seekriegsleitung das Pendant zur Obersten Heeresleitung bilden, ihr gemeinsamer Oberbefehlshaber war laut Gesetz der Kaiser, jedoch entschied die OHL auch weiterhin unabhängig, gegen Ende des Krieges ging von ihr de facto sogar die Regierungsgewalt aus. Die Seekriegsleitung wurde drei Tage nach Abschluss des allgemeinen Waffenstillstandes am 14. November 1918 aufgelöst. Ihre Aufgaben übernahm wieder unmittelbar der Admiralstab.

### Chef der Seekriegsleitung (zugleich Chef des Admiralstabs)
- Admiral Reinhard Scheer – 28. August 1918 bis 14. November 1918

## Kriegsmarine

### Geschichte
Im Zweiten Weltkrieg war die Seekriegsleitung dem Oberbefehlshaber der Kriegsmarine unterstellt, sie fungierte sozusagen an Stelle des Admiralstabs der Kaiserlichen Marine.
Ende der 1930er Jahre erhielt der Chef des Marinekommandoamtes, einer Dienststelle des OKM, die zusätzliche Bezeichnung „zugl. Chef des Stabes der Seekriegsleitung“; damit erschien das Wort „Seekriegsleitung“ in der Kriegsmarine zum ersten Mal offiziell. Im Juli 1939 wurde die Personalunion aufgehoben, das Marinekommandoamt wurde dem Chef des Stabes der Seekriegsleitung unterstellt. Im Dezember 1939 erfolgte eine sichtbare Umstrukturierung; die Seekriegsleitung nummerierte ihre Abteilungen von nun an mit arabischen, das Marinekommandoamt – es erhielt im Lauf des Krieges die Bezeichnung „Quartiermeisteramt“ – mit römischen Ziffern.
Die operative Zuständigkeit der Seekriegsleitung im Zweiten Weltkrieg war auf außerheimische Seegebiete beschränkt, auf denen weder der Flottenchef noch die Marinegruppenkommandos die Führung besaßen, so z. B. beim Einsatz von Hilfskreuzern, Blockadebrechern, Versorgungsschiffen. Auch der U-Boot-Krieg unterstand einer anderen Gewalt, dem Befehlshaber der U-Boote (B.d.U.). Lediglich die Stabsabteilung des B.d.U. wurde ab Februar 1943, nachdem Großadmiral Karl Dönitz das Amt des Oberbefehlshabers der Kriegsmarine übernommen hatte, als Unterseebootsführungsabteilung (2/Skl BdU op.) formell bei der Seekriegsleitung angesiedelt. Die „originären“ Aufgaben der Seekriegsleitung waren Koordination der Seestreitkräfte (1/Skl), Marinenachrichtendienst MND (4/Skl) mit den vier Abteilungen Zentralabteilung (MND I), Abt. Nachrichtenübermittlung (MND II), Abt. Funkaufklärung (MND III) und Abt. Marinedrahtnachrichten (MND IV), sowie die Nachrichtenauswertung (3/Skl), Wetterbeobachtung und Lage-Information für das OKM und seine einzelnen Befehlshaber.

### Chef des Stabes der Seekriegsleitung
- Konteradmiral/Vizeadmiral Günther Guse – 1. Oktober 1937 bis 31. Oktober 1938
- Admiral Otto Schniewind – 1. November 1938 bis 10. Juni 1941
- Vizeadmiral/Admiral Kurt Fricke – 11. Juni 1941 bis 20. Februar 1943
- Admiral Wilhelm Meisel – 21. Februar 1943 bis 22. Mai 1945

### Gliederung
- Operationsabteilung (1/Skl), vormals Operationsabteilung (A I) des Marinekommandoamtes:[2]
  - Kapitän zur See/Konteradmiral/Vizeadmiral Kurt Fricke: von Oktober 1937 bis Juni 1941, anschließend Chef des Stabes der Seekriegsleitung
  - Konteradmiral Gerhard Wagner: von Juni 1941 bis Juni 1944
  - Konteradmiral Hans Meyer: von Juni 1944 bis Kriegsende
- Abteilung Marinenachrichtendienst (2/Skl): 1940/1941
- Unterseebootsführungsabteilung (2/Skl) B.d.U. op: ab März 1943; Konteradmiral Eberhard Godt
- Amtsgruppe Marinenachrichtendienst (2/Skl Chef MND); ab März 1943 als 4/Skl Chef MND
- Abteilung Marinenachrichtendienst (3/Skl): von 1937 bis 1939
- Abteilung Ortungsdienst (5/Skl): ab Juni 1944 unter dem Korvettenkapitän/Fregattenkapitän Hans Meckel
- Amtsgruppe Ubootswesen (Skl U): von September 1939 bis Mai 1943
  - Konteradmiral Leopold Siemens: von September 1939 bis Dezember 1940
  - Konteradmiral Werner Lange: von Dezember 1940 bis Februar 1943
  - Konteradmiral Ernst Kratzenberg: von Februar 1943 bis Mai 1943
- Amtsgruppe Nautik (AH, später Skl H): ab 1944 als 6/Skl
- Kriegswissenschaftliche Abteilung der Marine bzw. Kriegsgeschichtliche Abteilung der Marine (Skl KA bzw. Skl MKrGesch):
  - Vizeadmiral Kurt Aßmann: von April 1933 bis Juni 1943
  - Admiral Karlgeorg Schuster: von Juli 1943 bis Kriegsende
- Generalreferat Sonderkampfmittel (Skl S): von April 1944 bis Kriegsende; Vizeadmiral Hellmuth Heye
- Lehrstab des Oberkommandos der Kriegsmarine (Marinelehrstab): ab April 1944; Vizeadmiral Eberhard Weichold
- Quartiermeisteramt (Skl/Qu A), ab Juni 1941, ehemals Marinekommandoamt; ab 1944 Admiralquartiermeister (Skl/AdmQu)
  - Ausbildungs- und Stabsabteilung (Skl/Qu A V): von Juni 1944 bis Januar 1945
  - Schiffahrtsabteilung (Skl/Qu A VI)
  - Kommandoabteilung Unterseeboote (Skl/Qu A U): von Mai 1943 bis August 1944; Kapitän zur See Heinz-Ehler Beucke